# Macbeth (Verdi)

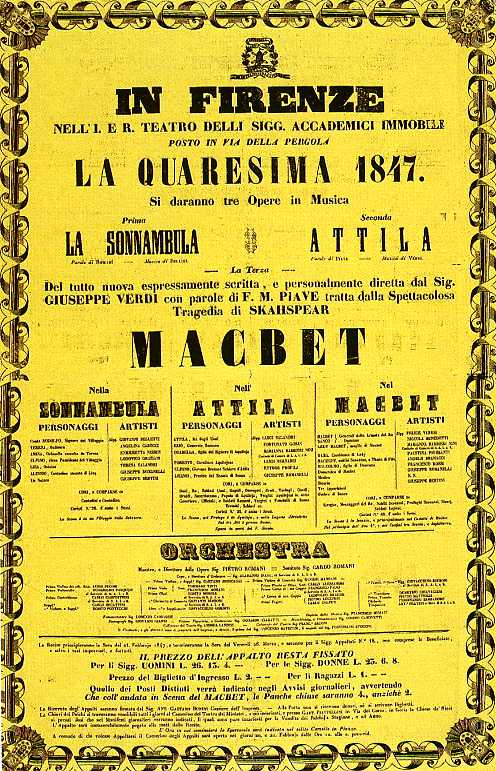

Macbeth là vở opera 4 màn của nhà soạn nhạc nổi tiếng người Ý Giuseppe Verdi. Lời của vở opera được viết bởi Francesco Maria Piave và một phần của Andrea Maffei. Tác phẩm được viết dựa theo vở kịch cùng tên của tác gia William Shakespeare. Vở opera được sáng tác trong các năm 1846-1847 và trình diễn lần đầu tiên vào năm 1847 tại thành phố Florence.